# リズ・ハリデイ
リズ・ハリデイ＝シャープ（Liz Halliday-Sharp、1978年12月14日 ‐ ）は、アメリカ合衆国のレーシングドライバー、馬術競技選手、コメンテーター。カリフォルニア州サンディエゴ出身。現在はイギリスに在住している。

## 人物
彼女は現在、ロータス・カップUKシリーズに参戦し、2011年に買収したチェイリースタッド乗馬センターのオーナーとしての一面を持つ。
ハリディは、アメリカン・ル・マン・シリーズで6回優勝した経験があり、ル・マン24時間レースで優勝することと、米国馬術チームに加入することが目標であるという。

## レース成績

### ル・マン24時間レース
| 年     | チーム                | コ・ドライバー                          | 車両               | クラス | 周回 | 総合順位 | クラス順位 |
| ------ | --------------------- | --------------------------------------- | ------------------ | ------ | ---- | -------- | ---------- |
| 2005年 | Intersport Racing     | サム・ハンコック Gregor Fisken          | Lola B05/40 / AER  | LMP2   | 119  | DNF      | DNF        |
| 2006年 | Intersport Racing     | Clint Field Duncan Dayton               | Lola B05/40 / AER  | LMP2   | 297  | 19th     | 4th        |
| 2007年 | Noël del Bello Racing | ヴィタリー・ペトロフ ロマン・イアネッタ | Courage LC75 / AER | LMP2   | 198  | DNF      | DNF        |